# أليكس كومفورت
أليكساندر كومفورت (بالإنجليزية: Alexander Comfort)‏ (من10 فبراير 1920 إلى 26 مارس 2000)، كان كاتب، عالم و طبيب بريطاني. ومن أشهر أعماله كتاب متعة الجنس الذي ألفه عام 1972. وكان أيضا من أنصار الفلسفة اللاسلطوية ومن دعاة المستنكف الضميري.

## نشأته وتعليمه
تعلم كومفورت في مدرسة هايغيت في لندن. حاول في أثناء فترة دراسته هناك أن يطور طريقةً جديدة لتحضير البارود. فجّر كومفورت يده اليسرى، دون قصد، خلال إجراء إحدى تجاربه، ولم يتبق من يده اليسرى غير إصبع الإبهام. ادعى كومفورت لاحقًا أن يده اليسرى ساعدته كثيرًا في التعامل مع حالات انقلاب الرحم خلال عمله الطبي. تُذكر هذه القصة لتكون دليلًا على عزيمته القوية.
قُبل كومفورت بكلية الثالوث جامعة كامبريدج لدراسة الطب، وحصل خلال عام 1944 على الشهادة المشتركة لدبلومتي الإجازة الجامعية لكلية الأطباء الملكية بلندن، وعضوية الكلية الملكية للجراحين بإنجلترا، وحصل أيضًا على درجة البكالوريوس في الطب والجراحة من جامعة كامبريدج. حصل كومفورت إجمالًا على ست شهادات جامعية.
كان كومفورت شغوفًا بالرخويات، وانضم إلى جمعية بريطانيا العظمى وأيرلندا لعلم الأصداف عندما كان يبلغ من العمر 18 عامًا، وقدم العديد من الإسهامات في مؤلفات هذا المجال.

## حياته وعمله
عمل كومفورت بوظيفة مقيم دوري في مستشفى لندن ثم أصبح لاحقًا محاضرًا بعلم وظائف الأعضاء في كلية الطب بمستشفى لندن. حصل كومفورت خلال عام 1945 على دبلوما البورد المشترك في اختصاص صحة الأطفال، ثم ارتقى للحصول على درجة الدكتوراه خلال عام 1950، ودرجة الدكتوراه في العلوم من كلية لندن الجامعية خلال عام 1963.

اعتبر كومفورت نفسه، بما أنه كان سلاميًا، معاديًا قويًا للعسكرية، وآمن أن السلامية تعتمد على النظرية التاريخية للاسلطوية. كتب كومفورت خطابًا لمجلة  تريبيون، يوم 2 أبريل عام 1943 خلال الحرب العالمية الثانية، ليشجب قصف المدنيين بواسطة قوات الحلفاء:
لم يكن قصف أوروبا نتيجةً لأفعال الجنود ولا لأوامر المسؤولين من رجال الدولة. إنه من فعل الحمقى المتعطشين للدماء. يستطيع هؤلاء الأوروبيون الذين يخاطرون بحريتهم للاستماع ليلةً بعد ليلة أن يسمعوا التهديدات والتفاخرات المقززة للمدنيين الرجعيين أصحاب العقول الدموية. ويستطيعون التمييز بين النشاط والرضا المصاحبين لكل عملية من مثل هذه العمليات الخسيسة، وبين التكاسل والذريعة التي نظهرها نحن في بعض مهام السياسة البناءة مثل السماح بتوفير ملاذ آمن للاجئين اليهود.
ادعى كومفورت في خطابه لمجلة هورايزون أن الانتصار النازي على المملكة المتحدة كان سيؤدي إلى نهضة أدبية. كان كومفورت عضوًا ناشطًا باتحاد تعهدات السلام وبحملة نزع السلاح النووي، وكان معترضًا ضميريًا على الخدمة العسكرية خلال الحرب العالمية الثانية. كان كومفروت أحد الموقعين على نداء المؤلفين العالمي للسلام في عام 1951، ولكنه استقال لاحقًا من لجنة هذه المبادرة مدعيًا أنها أصبحت ممتلئة بالمتعاطفين مع السوفييت. أيد كومفورت، في أواخر نفس العقد، لجنة الإجراءات المباشرة ضد الحرب النووية عام 1957، ولجنة المئة عام 1960. سُجن كومفورت لمدة شهر، مع الفيلسوف بيرتراند راسل وبعض الأعضاء الآخرين بلجنة المئة لرفضهم التقيد بعدم الاستمرار في تنظيم احتجاجات ميدان البرلمان وميدان ترافلغار ليوم 17 سبتمبر عام 1961.
يعتبر منشور السلام والعصيان (1946)، وهو أحد كتابات كومفورت التي نُشرت ضمن منشوراته العديدة لمجلة بيس نيوز واتحاد تعهدات السلام، بالإضافة إلى منشور السلطة والانحراف في الدولة الحديثة (1950)، من بين منشورات كومفورت المهتمة باللاسلطوية. تبادل كومفورت المراسلات العامة مع الروائي جورج أورويل دفاعًا عن السلامية في خطاب/قصيدة مفتوح/ة للعامة، وهو «خطاب لزائر أمريكي»، مستخدمًا اسمه المستعار «عوبديا هورنبروك».
اشتُهر كومفورت على مستوى العالم بكتابه متعة الجنس (1972)، الذي جنى أرباحًا وصلت إلى 3 ملايين دولار أمريكي. ولكنه لم يكن سعيدًا بعد أن أصبح معروفًا باسم «الدكتور جنس»، وبسبب عدم انتباه الجمهور إلى أعماله الأخرى إلا بقدر ضئيل.
كرس كومفورت أغلب وقته خلال خمسينيات القرن الماضي وستينياته لدراسة بيولوجيا التقدم في السن (علم الشيخوخة الحيوي)، وزاد كومفورت شعبية هذا المجال. يمكن أن يوصف كومفورت بأنه أحد اختصاصيي الشيخوخة الأوائل (اختصاصيي إدامة الحياة) بناءً على اعتقاده أن العلم يمكن أن يطيل حياة الإنسان. اقترح كومفورت في عام 1969 أن متوسط العمر المتوقع، لا الحد الأقصى للمدى العمري، يمكن أن يُمَد إلى 120 عامًا من العمر خلال العقدين القادمين. لم يؤمن كومفورت بإمكانية القضاء على الشيخوخة، ولكنه اعتقد أنه من الممكن تأجيلها، ولم يكتب عن مفهوم إعادة الشباب.
احتج كومفورت في أحد خطاباته الأخيرة لصحيفة الغارديان خلال عام 1989 على تقديم حكومة ثاتشر ضريبة الرؤوس.

## وصلات خارجية
- أليكس كومفورت على موقع الموسوعة البريطانية (الإنجليزية)
- أليكس كومفورت على موقع ميوزك برينز (الإنجليزية)
- أليكس كومفورت على موقع إن إن دي بي (الإنجليزية)

- AlexComfort.com - full text of 'Authority and Delinquency' and 'I and That: Notes on the Biology of Religion'
- Biography of Alex Comfort - with attention to his anarchist politics
- See the Alex Comfort Page in the Anarchist Encyclopedia
- Guardian obituary